# Kotwica Kołobrzeg (koszykówka)
Kotwica Kołobrzeg – koszykarski klub sportowy grający w latach 2005–2014, w Polskiej Lidze Koszykówki. Sezon 08/09 był dla Kotwicy przełomowy. Po rundzie zasadniczej zajęła wysokie 3. miejsce, lecz po play-offach spadła na miejsce 5 co i tak jest najwyższą lokatą w dotychczasowych występach zespołu w PLK. W tymże sezonie zdobyła również Puchar Polski. Siedziba klubu mieściła się w Kołobrzegu.
Po sezonie 2013/2014 klub został rozwiązany z powodu braku finansowania, a miejsce jedynego profesjonalnego klubu koszykarskiego zajęła Kotwica 50 Kołobrzeg, grająca w II Lidze, grupie A.

## Sukcesy
Puchar Polski (2009)

## Historia występów klubu w ekstraklasie
Pozycja na koniec poszczególnych sezonów (w nawiasie bilans spotkań):
- 2012/2013 – 12. miejsce (9-23)
- 2011/2012 – 9. miejsce (18-20)
- 2010/2011 – 11. miejsce (9-16)
- 2009/2010 – 12. miejsce (7-21)
- 2008/2009 – 5  miejsce (18-12)
- 2007/2008 – 8  miejsce (12-17)
- 2006/2007 – 10. miejsce (16-20)
- 2005/2006 – 13. miejsce (9-20)

## Puchar Polski 2008/2009
Statystyki meczu finałowego (Final Four, 22 marca 2009 ; Lublin):
Asseco Prokom Sopot : Kotwica Kołobrzeg 89:98 (24:26 ; 15:25 ; 26:22 ; 24:25)
Kotwica: K. Hamilton 18 (3x3, 5 zb., 7as.), D. Przybyszewski 17 (1x3, 10 zb., 1 as.), J. Mills 17 (1x3, 7 zb., 4 as.), S. Barrett 13 (1x3, 1 zb., 1 as.), P. Kikowski 11 (1x3, 2 zb.), T. Cielebąk 8 (1x3, 5 zb., 1 as.), B. Crone 8 (2x3, 3 zb.), P. Stelmach 6 (1x3, 1 zb., 1 as.)

## Nagrody i wyróżnienia
pogrubienie – oznacza zwycięzcę konkursu

¹ – oznacza uczestnika meczu gwiazd Polska vs. gwiazdy PLK

### PLK
| Uczestnicy meczu gwiazd - Piotr Stelmach (2010) - Darrell Harris (2010, 2012) - Ted Scott (2011) - Blake Hamilton (2006) - Chris Daniels (2008) - Paweł Kikowski (2009, 2009¹) - Sefton Barrett (2009) - Kevin Hamilton (2009) - Drew Naymick (2009¹) | Uczestnicy konkursu wsadów PLK - Sefton Barrett (2008, 2009) - Ted Scott (2011) Uczestnicy konkursu rzutów za 3 punkty PLK - Paweł Kikowski (2009) |

### I liga
I skład I ligi
- Dawid Witos (2005)

### II liga
MVP II ligi
- Grzegorz Arabas (2016 – grupa A)

I skład II Ligi
- Dawid Mieczkowski (2016 – grupa A)
- Grzegorz Arabas (2016 – grupa A)

## Liderzy statystyczni PLK
| Liderzy strzelców - Ted Scott (2011) | Liderzy w zbiórkach - Chris Daniels (2008) - Darrell Harris (2010–2012) | Liderzy w przechwytach - Kevin Hamilton (2009) | Liderzy w blokach - Drew Naymick (2009) - Darrell Harris (2011) - Ty Walker (2013) |

Liderzy w asystach
- Kevin Hamilton (2009)

## Skład w sezonie 2017/2018
Stan na 21 listopada 2017, na podstawie, o ile nie zaznaczono inaczej.
| Nr | Poz. | Nar.   | Nazwisko i imię      | Data urodzenia | Wzrost | Masa ciała |
| -- | ---- | ------ | -------------------- | -------------- | ------ | ---------- |
| –  | SG   | Polska | Banachowicz, Paweł   | 1998-09-19     | 180 cm |            |
| –  | G    | Polska | Gajkowski, Dawid     | 2000-08-01     | 180 cm |            |
| –  | PG   | Polska | Mieczkowski, Dawid   | 1989-06-08     | 188 cm |            |
| –  | SF   | Polska | Rduch, Szymon        | 1989-08-17     | 196 cm |            |
| 5  | SG   | Polska | Małetko, Adrian      | 1995-12-09     | 179 cm |            |
| 7  | G    | Polska | Dobriański, Gracjan  | 1993-01-30     | 185 cm |            |
| 8  | SG   | Polska | Ryżek, Szymon        | 1997-11-20     | 190 cm |            |
| 10 | G    | Polska | Kolek, Marcin        | 1998-09-21     | 183 cm |            |
| 11 | PF   | Polska | Bodych, Paweł        | 1994-12-15     | 200 cm |            |
| 12 | PG   | Polska | Dzierżak, Paweł      | 1995-04-07     | 188 cm |            |
| 13 | SF   | Polska | Przyborowski, Patryk | 1990-06-26     | 195 cm |            |
| 14 | C/F  | Polska | Pawłowski, Paweł     | 1982-03-03     | 196 cm |            |
| 16 | PF   | Polska | Bodych, Łukasz +     | 1990-06-16     | 201 cm |            |
| 18 | PF   | Polska | Grujić, Daniel       | 1990-09-18     | 201 cm |            |
| 27 | PG   | Polska | Neumann, Dawid       | 1987-06-27     | 185 cm |            |
| 41 | G    | Polska | Suliński, Adrian +   | 1989-05-15     | 185 cm |            |
| –  | C/F  | Polska | Żmudzki, Maciej      | 1997-05-12     | 206 cm |            |

Trener:  [[|]]
 Asystenci: –
+ – oznacza zawodnika kontuzjowanego

## Obcokrajowcy
Stan na 21 listopada 2017.

- Władimir Żołnierowicz  (1991–1993)
- Everick Sullivan  (1996–1997)
- Erick Dunn  (1996–1997)
- Michael Allen  (1999)
- Mindaugas Lekarauskas  (1999–2000)
- Aurimas Palsis  (1999–2000)
- Andriej Sinielnikow  (1996–2000)
- Egidijus Kavoliunas  (2000–2001)
- Tomas Vanagas  (2000–2001)
- Andriej Bondarenko  (2000–2001)
- Nikołaj Tanasiejczuk  (1992–1997, 2004)
- Dušan Radović  (2001–2002, 2005)
- Brahima Konare  (2004)
- Mantas Ignatavicius  (2005)
- Rashaan Johnson  (2005)
- Srdjan Lalić  (2005)
- Donald Little  (2005)
- Dennis Mims  (2005)
- Monvids Pirsko  (2005)
- Toni Simić  (2005)
- Jermaine Williams  (2005)
- Marko Djurić / (2005–2007, 2010–2016)
- Blake Hamilton  (2005–2006)
- Aleksandar Avlijas  (2006–2007)
- Kevin Gardner  (2006)
- Jarett Howell  (2006)
- Brandun Hughes  (2006–2007)
- Sergian Karageorgiou  (2006)
- Augustinas Vitas  (2006)
- Chris Daniels  (2006–2008)
- Sebastian Machowski  (2006–2008)
- Jason McLeish  (2006–2007)
- Srdjan Jovanović  (2006–2007)
- Scott Merritt  (2007)
- Brandon Armstrong  (2007–2008)
- Sefton Barrett  (2007–2009)
- Michael Bree  (2007–2008)
- Greg Davis  (2008)
- Alvin Snow  (2007–2008)
- Gabriel Szalay  (2007–2008)
- Brandon Crone  (2008–2009)
- Julien Mills  (2008–2009)
- Drew Naymick  (2008–2009)
- Kevin Hamilton / (2008–2009)
- Ivan McFarlin  (2009)
- Brandon Brown  (2009)
- Brian Freeman  (2009–2010)
- Adam Harrington  (2009–2010)
- Darrell Harris / (2009–2012)
- Omni Smith  (2009–2010)
- Anthony Fisher  (2010–2011)
- Kenneth Henderson  (2010–2011)
- Jessie Sapp  (2010–2014)
- Ted Scott  (2010–2011)
- Oded Brandwein / (2011–2012)
- Demetrius Brown  (2011–2013)
- Reginald Holmes  (2011–2012)
- Maurice Bolden  (2012)
- Corey Jefferson  (2012–2013)
- Sean Mosley  (2012–2013)
- Ty Walker  (2012–2013)
- Francis Han / (2012–2013)
- Karron Johnson  (2013–2014)
- J.J. Montgomery  (2013–2014)
- Jordan Callahan  (2013–2014)
- Terrell Parks  (2013–2014)
- Matthew Rosinski  (2013)
- Erick Barkley  (2007–2008)

## Historyczne składy
Zawodnicy w sezonie 2013/2014
| Nr | Poz. | Nar.              | Nazwisko i imię       | Data urodzenia | Wzrost | Masa ciała |
| -- | ---- | ----------------- | --------------------- | -------------- | ------ | ---------- |
| 13 | SG   | Polska            | Arabas, Grzegorz      | 1978-12-27     | 191 cm | 84 kg      |
| 24 | C    | Polska            | Bigus, Rafał          | 1976-07-12     | 214 cm | 125 kg     |
| 15 | F    | Polska            | Ciechociński, Bartosz | 1991-09-19     | 203 cm |            |
| 11 | SG   | Polska            | Goiński, Marcin       | 1996-07-23     | 180 cm |            |
| 5  | PG   | Polska            | Gospodarek, Michael   | 1991-11-30     | 186 cm |            |
| 7  | C/F  | Polska            | Lasota, Paweł         | 1996-02-09     | 201 cm |            |
| 10 | G    | Polska            | Małetko, Adrian       | 1995-12-09     | 181 cm |            |
| 8  | G    | Polska            | Mleczko, Oskar        | 1997-09-06     | 180 cm |            |
| 14 | G/F  | Stany Zjednoczone | Montgomery, Jeremy    | 1982-03-28     | 193 cm | 99 kg      |
| 43 | C/F  | Stany Zjednoczone | Parks, Terrell        | 1991-02-25     | 204 cm | 98 kg      |
| 9  | SF   | Polska            | Piechowicz, Marek     | 1988-04-20     | 201 cm |            |
| 6  | G    | Stany Zjednoczone | Rosinski, Matthew     | 1987-09-15     | 190 cm | 83 kg      |
| 12 | F    | Polska            | Złoty, Wojciech       | 1991-12-26     | 203 cm | 103 kg     |
| 4  | G/F  | Polska            | Żołnierczuk, Piotr    | 1993-03-17     | 194 cm | 90 kg      |

Trener:  Tomasz Mrożek
 Asystenci: –
Zawodnicy w sezonie 2012/2013
| Nr | Poz. | Nar.              | Nazwisko i imię     | Data urodzenia | Wzrost | Masa ciała |
| -- | ---- | ----------------- | ------------------- | -------------- | ------ | ---------- |
| 13 | SG   | Polska            | Arabas, Grzegorz    | 1978-12-27     | 191 cm | 84 kg      |
| 40 | PF   | Stany Zjednoczone | Brown, Demetrius    | 1983-02-18     | 201 cm | 104 kg     |
| 24 | C/F  | Polska            | Djurić, Marko       | 1983-02-20     | 208 cm | 104 kg     |
| 11 | PG   | Stany Zjednoczone | Jefferson, Corey    | 1985-09-04     | 181 cm | 85 kg      |
| 9  | G/F  | Stany Zjednoczone | Mosley, Sean        | 1989-04-14     | 192 cm | 101 kg     |
| 14 | C/F  | Polska            | Niedźwiedzki, Piotr | 1993-06-02     | 211 cm |            |
| 20 | C    | Polska            | Rajewicz, Rafał     | 1988-07-02     | 205 cm | 100 kg     |
| 10 | G    | Stany Zjednoczone | Sapp, Jessie        | 1986-03-04     | 186 cm | 96 kg      |
| 4  | G/F  | Polska            | Urban, Krzysztof    | 1997-02-19     | 194 cm |            |
| 15 | C    | Stany Zjednoczone | Walker, Ty          | 1989-08-07     | 210 cm | 104 kg     |
| 14 | SF   | Polska            | Wichniarz, Łukasz   | 1982-10-13     | 198 cm | 95 kg      |
| 12 | F    | Polska            | Złoty, Wojciech     | 1991-12-26     | 204 cm |            |
| 8  | SF   | Polska            | Zyskowski, Jarosław | 1992-07-16     | 201 cm |            |
| 5  | PF   | Polska            | Żołnierczuk, Piotr  | 1993-03-17     | 194 cm |            |

Trener:  Mariusz Karol
 Asystenci: –
Zawodnicy w sezonie 2011/2012
| Kotwica Kołobrzeg |                    |                  |                             |        |
| Poz               | Imię i nazwisko    | Data urodzenia   | Paszport                    | Wzrost |
| PG                | Michał Kwiatkowski | 9 marca 1989     | Polska                      | 182 cm |
| PG/SG             | Jessie Sapp        | 4 marca 1982     | Stany Zjednoczone           | 186 cm |
| SF/PF             | Łukasz Diduszko    | 8 kwietnia 1986  | Polska                      | 196 cm |
| SG/SF             | Reginald Holmes    | 8 września 1987  | Stany Zjednoczone           | 193 cm |
| PF/C              | Marko Djurić       | 20 lutego 1983   | Bośnia i Hercegowina/Polska | 208 cm |
| PG/SG             | Oded Brandwein     | 15 lutego 1986   | Izrael/Polska               | 179 cm |
| C                 | Darrell Harris     | 25 maja 1984     | Stany Zjednoczone           | 208 cm |
| SF                | Szymon Rduch       | 17 sierpnia 1989 | Polska                      | 196 cm |
| SF/PF             | Wojciech Złoty     | 26 grudnia 1991  | Polska                      | 197 cm |
| C                 | Tomasz Kęsicki     | 9 stycznia 1986  | Polska                      | 213 cm |
| C                 | Patryk Bajtus      | 5 marca 1991     | Polska                      | 206 cm |
| SF                | Łukasz Wichniarz   | 13 września 1982 | Polska                      | 198 cm |
| Trener:           | Tomasz Mrożek      | 1977             | Polska                      |        |

Zawodnicy w sezonie 2010/2011
| Kotwica Kołobrzeg |                   |                      |                      |        |
| Poz               | Imię i nazwisko   | Data urodzenia       | Paszport             | Wzrost |
| PG                | Dawid Bręk        | 20 września 1989     | Polska               | 185 cm |
| SF/PF             | Łukasz Diduszko   | 8 kwietnia 1986      | Polska               | 196 cm |
| PF/C              | Marko Djurić      | 20 lutego 1983       | Bośnia i Hercegowina | 208 cm |
| PG/SG             | Anthony Fisher    | 31 stycznia 1986     | USA                  | 191 cm |
| C                 | Darrell Harris    | 25 maja 1984         | USA                  | 208 cm |
| PF/C              | Kenneth Henderson | 13 października 1982 | USA                  | 198 cm |
| SG                | Bartosz Matys     | 19 kwietnia 1989     | Polska               | 188 cm |
| PG                | Michał Moralewicz | 8 lipca 1991         | Polska               | 182 cm |
| C                 | Przemysław Rduch  | 3 grudnia 1986       | Polska               | 204 cm |
| SF                | Szymon Rduch      | 17 sierpnia 1989     | Polska               | 196 cm |
| SG/SF             | Bartosz Sarzało   | 4 września 1983      | Polska               | 197 cm |
| SG                | Ted Scott         | 19 czerwca 1985      | USA                  | 188 cm |
| SG/SF             | Sławomir Sikora   | 2 kwietnia 1986      | Polska               | 193 cm |
| SF/PF             | Michał Wołoszyn   | 25 marca 1984        | Polska               | 202 cm |
| PF                | Tomasz Zabłocki   | 27 lutego 1978       | Polska               | 202 cm |
| SF/PF             | Wojciech Złoty    | 26 grudnia 1991      | Polska               | 195 cm |
| Trener:           | Dariusz Szczubiał | 5 września 1957      | Polska               |        |

Zawodnicy w sezonie 2009/2010
| Kotwica Kołobrzeg |                    |                  |          |        |
| Poz               | Imię i nazwisko    | Data urodzenia   | Paszport | Wzrost |
| PG/SG             | Omni Smith         | 24 kwietnia 1984 | USA      | 191 cm |
| PF                | Piotr Stelmach     | 23 lutego 1984   | Polska   | 205 cm |
| PF                | Brandon Brown      | 14 stycznia 1986 | USA      | 203 cm |
| PG                | Dawid Bręk         | 20 września 1989 | Polska   | 185 cm |
| SF                | Szymon Rduch       | 17 sierpnia 1989 | Polska   | 196 cm |
| C                 | Brian Freeman      | 30 lipca 1986    | Holandia | 208 cm |
| C                 | Darrell Harris     | 25 maja 1984     | USA      | 208 cm |
| SF                | Łukasz Wichniarz   | 13 września 1982 | Polska   | 198 cm |
| SG/SF             | Bartosz Diduszko   | 28 czerwca 1987  | Polska   | 195 cm |
| SG                | Bartosz Matys      | 19 kwietnia 1989 | Polska   | 188 cm |
| SF/PF             | Wojciech Złoty     | 26 grudnia 1991  | Polska   | 195 cm |
| PG                | Łukasz Bochnacki   | 5 marca 1991     | Polska   | 180 cm |
| SG                | Marcin Chmielewski | 4 kwietnia 1991  | Polska   | 192 cm |
| SG/PG             | Bogdan Jancz       | 13 czerwca 1991  | Polska   | 188 cm |
| PG                | Patryk Milanowski  | 2 sierpnia 1991  | Polska   | 177 cm |
| SF                | Adam Harrington    | 5 lipca 1980     | USA      | 196 cm |
| Trener:           | Paweł Blechacz     | 1963             | Polska   |        |